# Ala (militair)

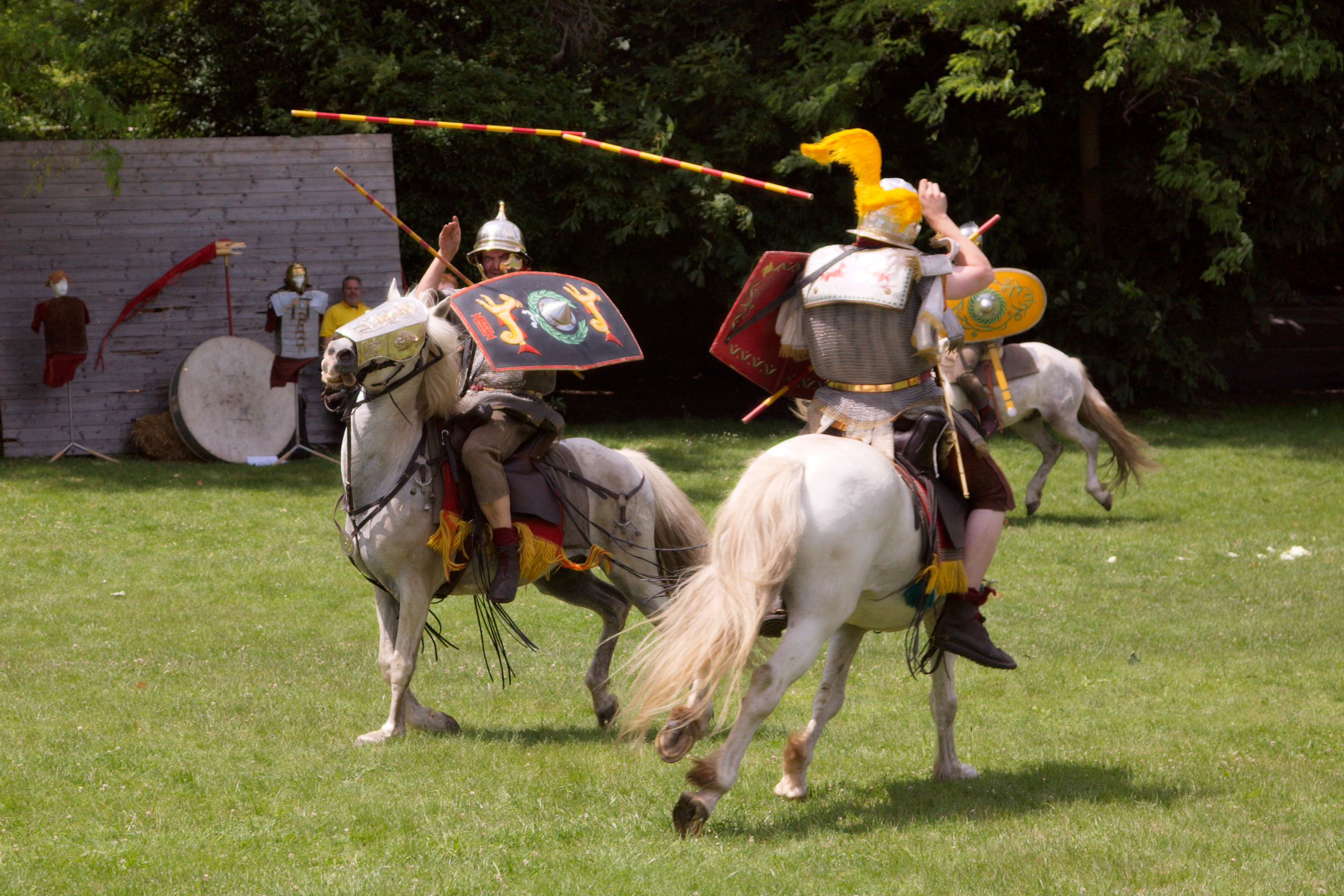
Twee ruiters verkleed als alae

Ala (mv: alae) was in de Romeinse oudheid de benaming van de cavalerie van de hulptroepen (auxilia) van het Romeinse leger. Het Latijnse "ala" betekent letterlijk "vleugel" of "flank".
De alae vormden samen met de infanterie de auxilia, de hulptroepen van het Romeinse leger. De hulptroepen bestonden uit soldaten die buiten de legioen-structuur van het Romeinse leger stonden. Zij waren dan ook meestal niet-Romeinse volkeren en die onder bevel stonden van hun eigen aanvoerders: de prefecten (praefecti alae). Een ala was onderverdeeld in 16 of 24 eenheden (turmae), elk aangevoerd door een decurio, een officier met Romeins burgerrecht. Na 25 dienstjaren kregen de cavaleristen als beloning voor hun trouw het Romeinse burgerrecht. De alae bestonden in twee formaten:
- ala quinquagenaria: ongeveer 500 ruiters, verdeeld in 16 turmae van 32 man.
- ala milliaria: ongeveer 1000 ruiters, verdeeld in 24 turmae van 42 man.

De Bataven stonden bekend als leveranciers van uitstekende alae.